# Teor
Teor es una fracción situada en el municipio de Rivignano Teor, en la provincia de Udine, Italia.
Fue un municipio autónomo hasta el 1 de enero de 2014, en que se fusionó con Rivignano para formar el nuevo municipio de Rivignano Teor.

## Geografía

### Demografía
| Gráfica de evolución demográfica de Teor entre 1861 y 2011 |
|                                                            |
| Fuente: ISTAT - Elaboración gráfica de Wikipedia           |